# 外泊

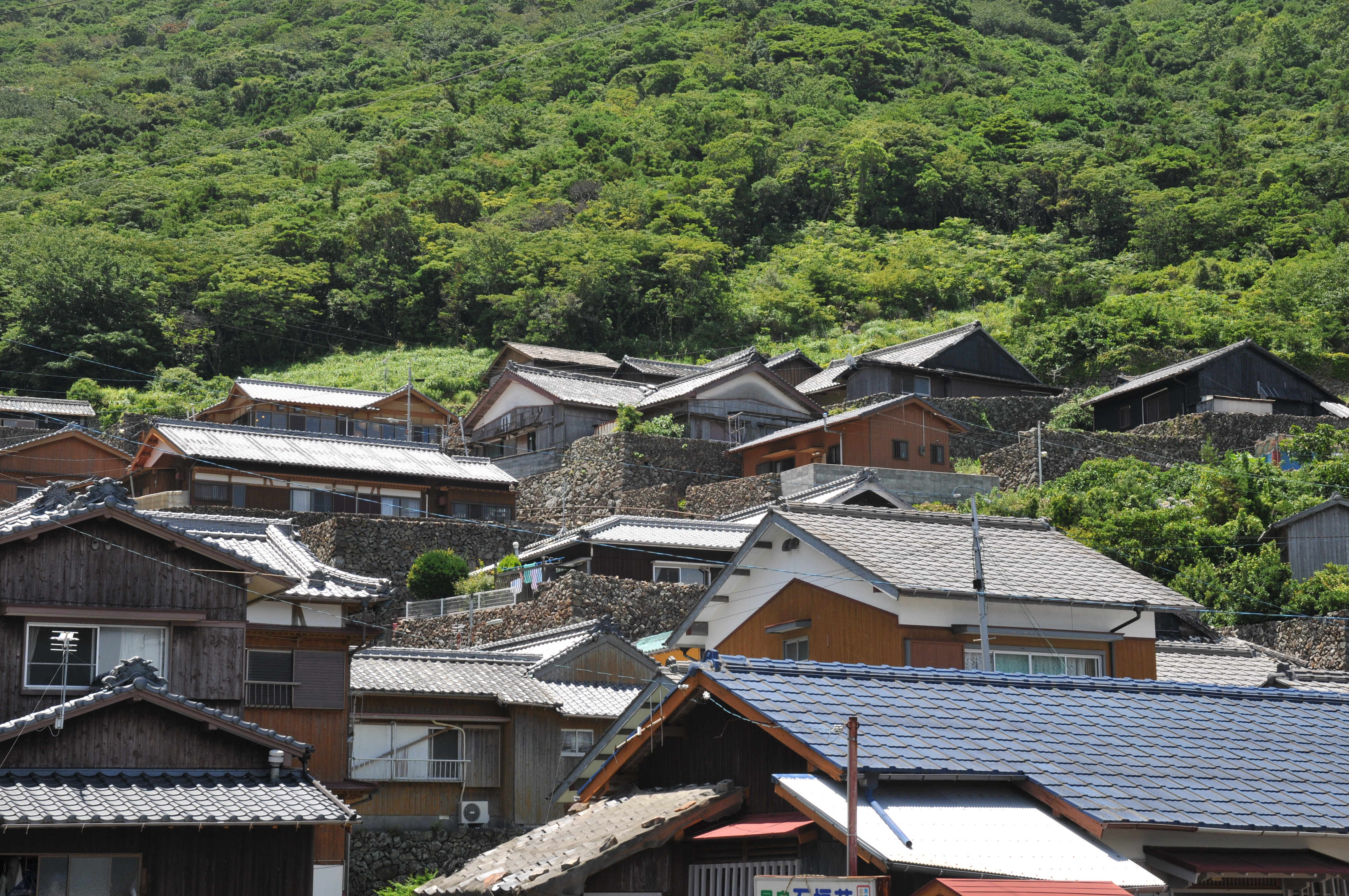
外泊集落

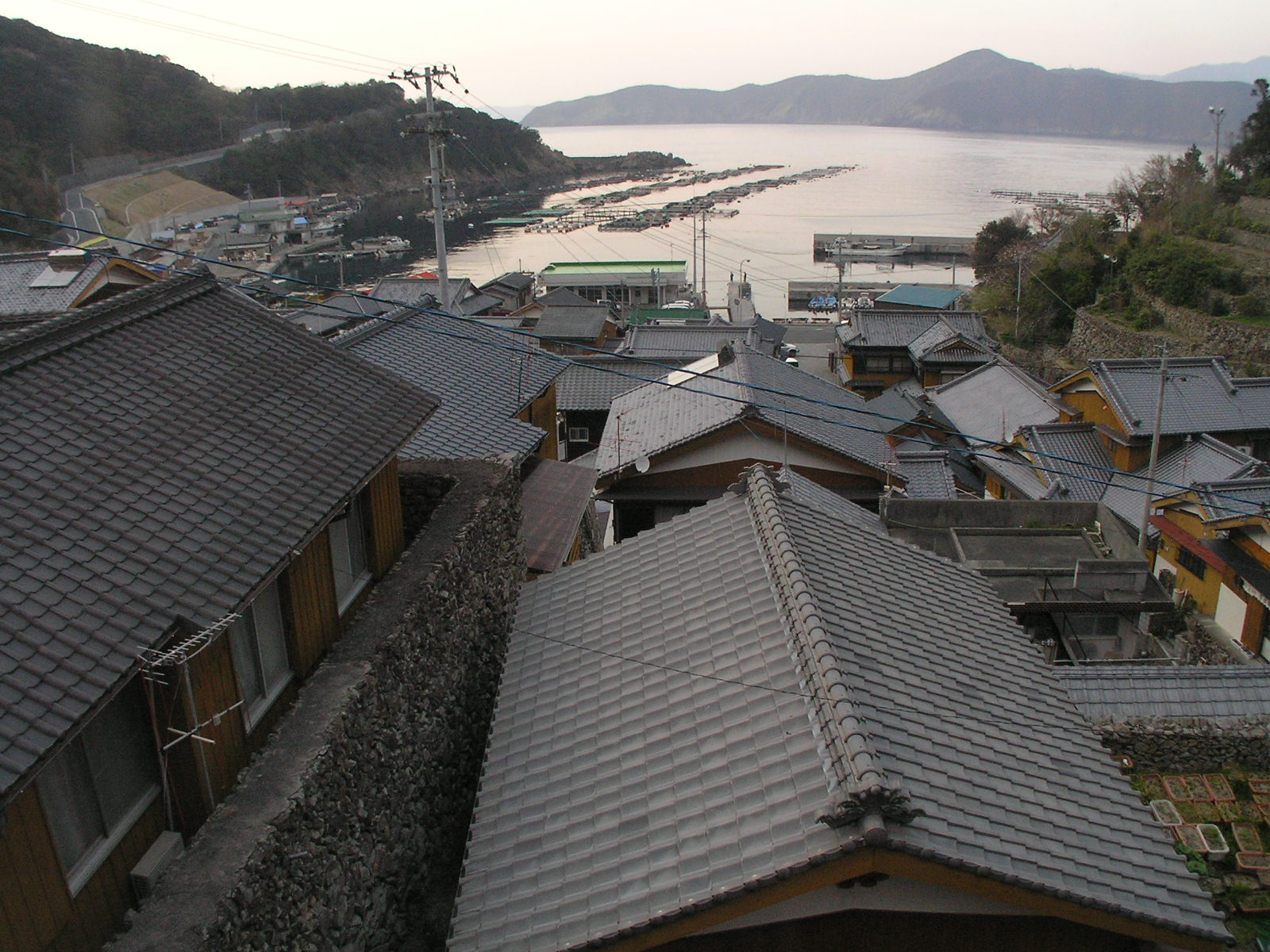
外泊漁港を望む

外泊（そとどまり）は、愛媛県南宇和郡愛南町にある大字。集落は『石垣の里』として「未来に残したい漁業漁村の歴史文化財産百選」、「美しい日本の歴史的風土100選」、「日本の美しいむら農林水産大臣賞」、四国八十八景44番に選定されている。郵便番号は798-4208。

## 地理
愛南町中心部から西に向かって突き出た西海半島の西部の入り江にある。入り江から急斜面の山の中腹まで約50軒の民家がひしめき合うようにある。家屋は台風や冬の強い季節風から守るために、家によっては軒に達するほどの高さの石垣で囲まれている。海は大変美しく、熱帯性の魚種が多く近くでは珊瑚礁も多く存在する。

## 歴史
幕末に外泊地区の東側に隣接する中泊地区の人口が増加し、地区の主導者が各家の二男以下に分家移住を提案した。これに応募した人々により移住がなされ、地名を「外泊」と名付けた。中泊に隣接する入り江の谷を埋めて水路を確保し屋敷地を造成した。全戸の入居が完了したのは明治12年（1879年）頃であった。屋敷地の造成や石垣の積み上げは全て入居者の手で行われた。
集落は漁業が主産業であり男性は海に出て漁労を行った。女性は家で家事を行ったため漁労の様子が見えるよう台所は海側に作られた。更に台所の窓の部分の石垣は「遠見の窓」と言われるくぼみが設けられ、地元では特に「海賊窓」と呼ばれた。
その他、七蔵という小柄な男が17歳の時に築いたと言われる「七蔵垣」や、同じ石が何度捨てても網に掛かったためにその石を祀った「屋敷神様」がある。また、集落の東側斜面には石垣を用いて耕作地が作られている。
近年は、石垣や歩道が整備され、町並みを残す試みがなされている。

## 交通
公共交通機関：JR宇和島駅下車、宇和島バス「城辺・宿毛」行きで約1時間15分、御荘下車。さらに宇和島バス「外泊」行きに乗り換え30分、終点下車。徒歩すぐ。
自動車：松山道西予宇和ICから国道56号、西海道路経由で約90km。1時間30分。

## 施設
- 「だんだん館」憩いの場・観光の拠点として建てられた木造建築の食事、休憩所。（毎週火曜日休館）

## その他
- 漫画家のつげ義春が昭和40年代に訪れ、当時の外泊の様子をイラストに残している。（「つげ義春流れ雲旅」）
- 映画・旅の重さ（1972年公開。松竹製作、高橋洋子主演）ロケ地。

## ギャラリー

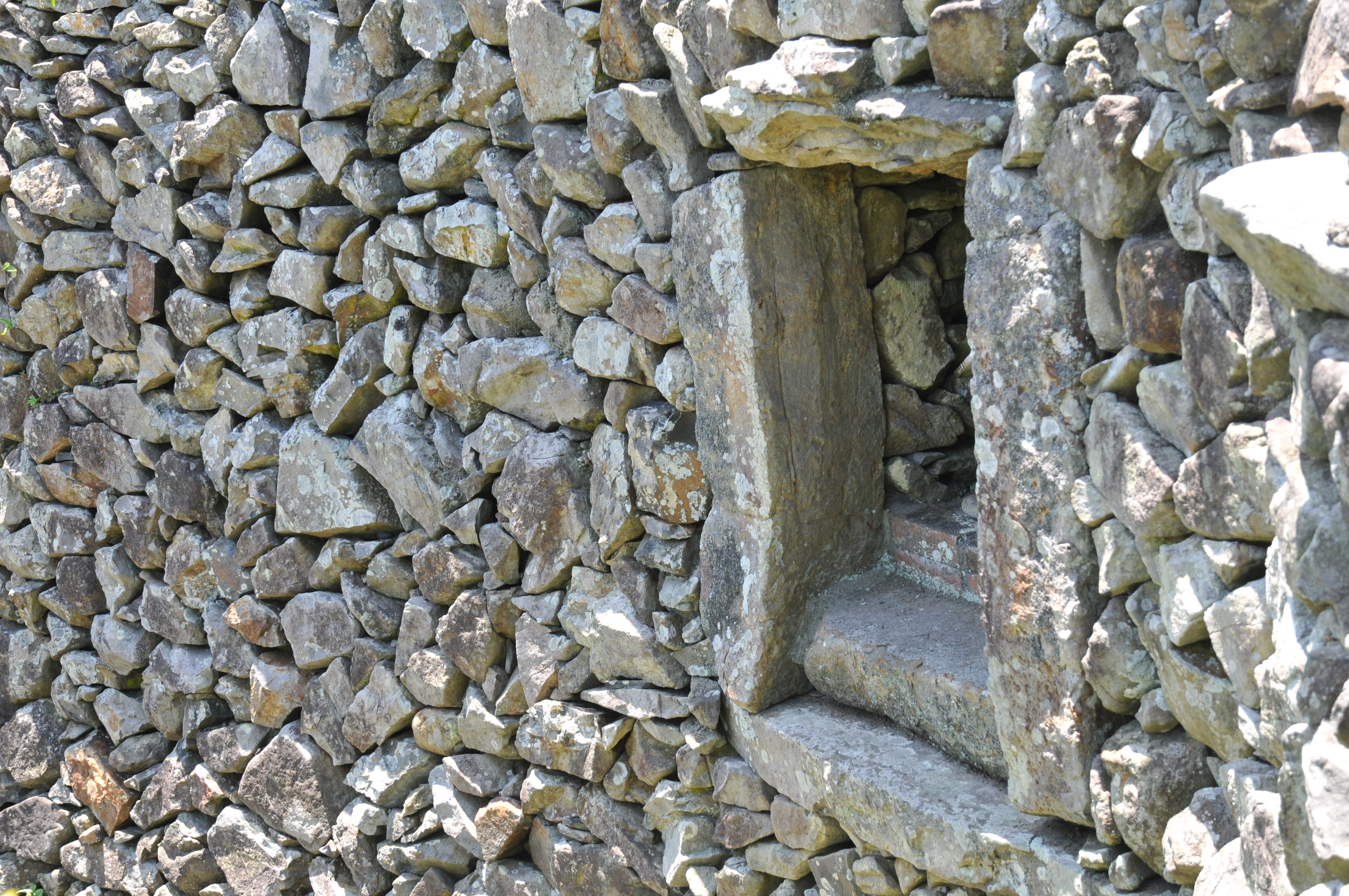
屋敷神様
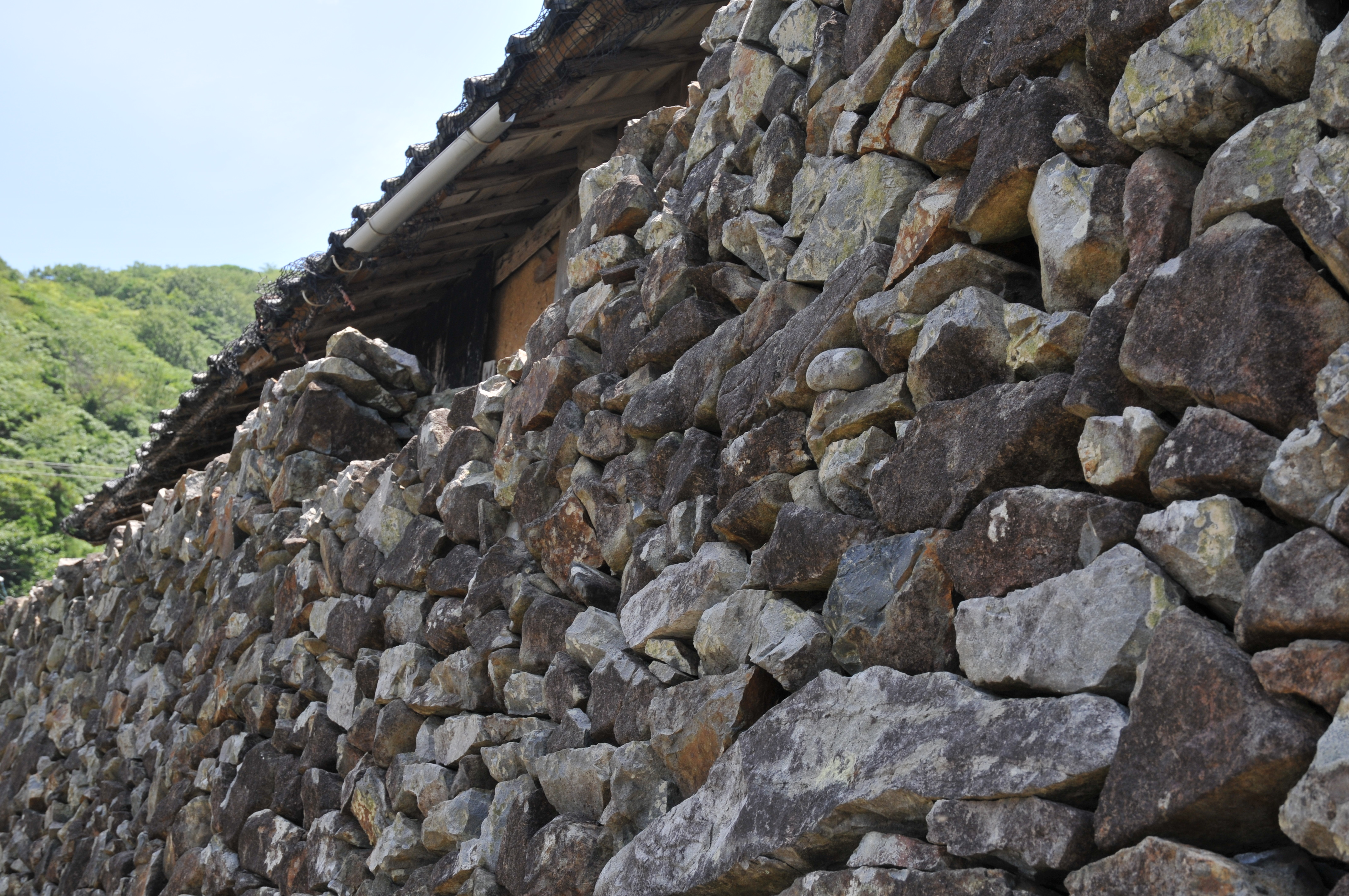
遠見の窓（海賊窓）
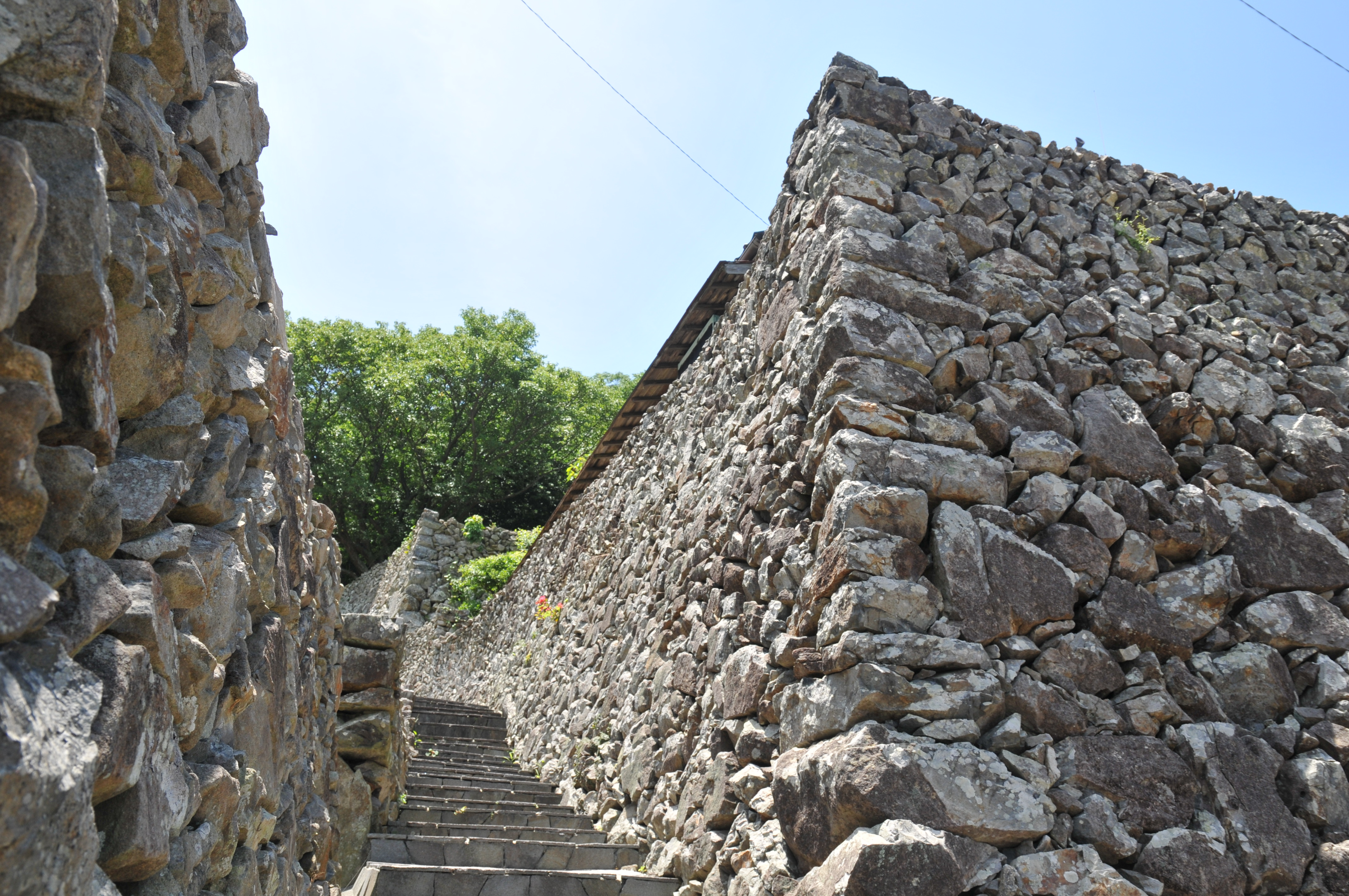
七蔵垣
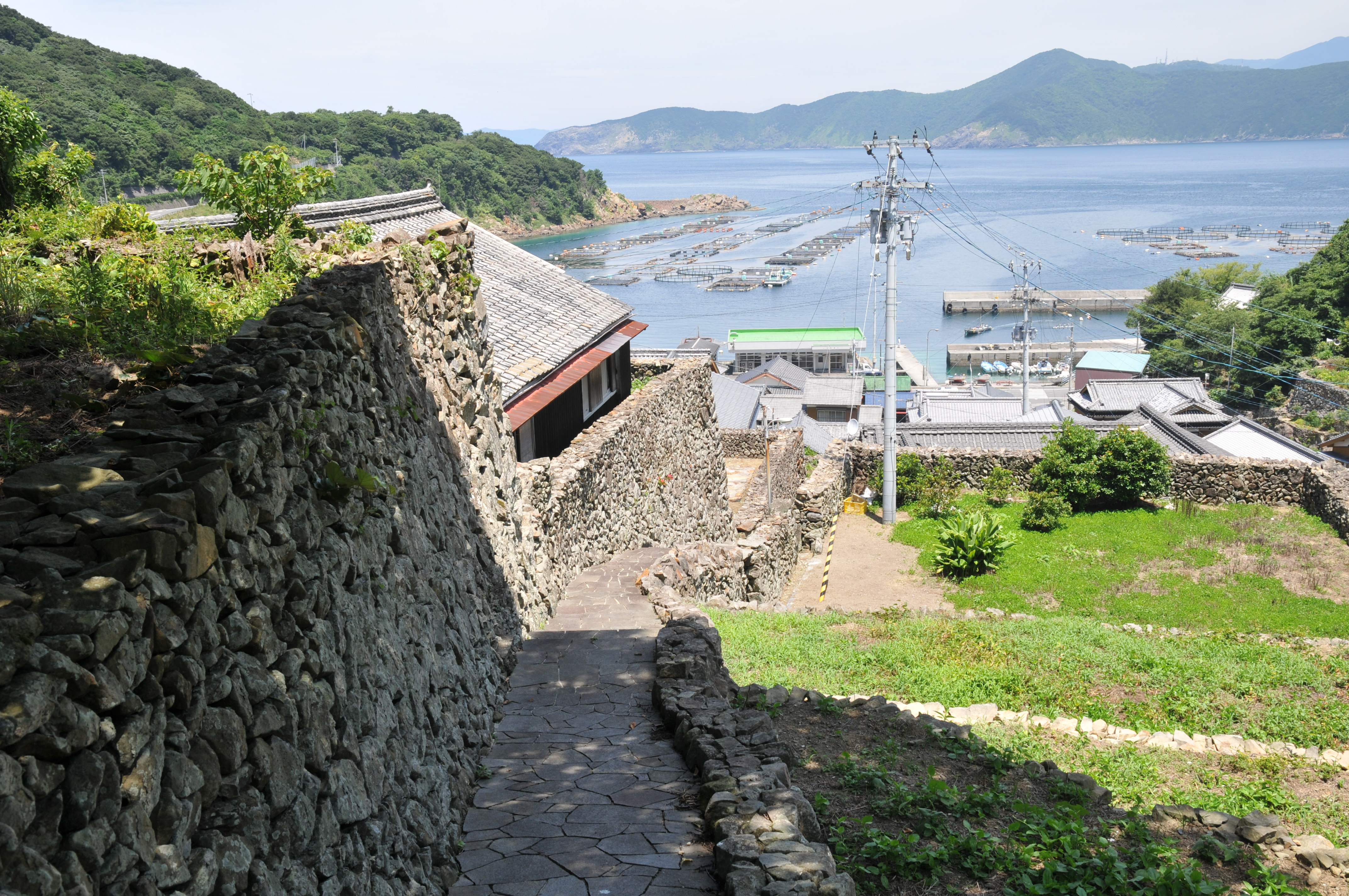
上からの眺め